# Riker Electric Motor Company

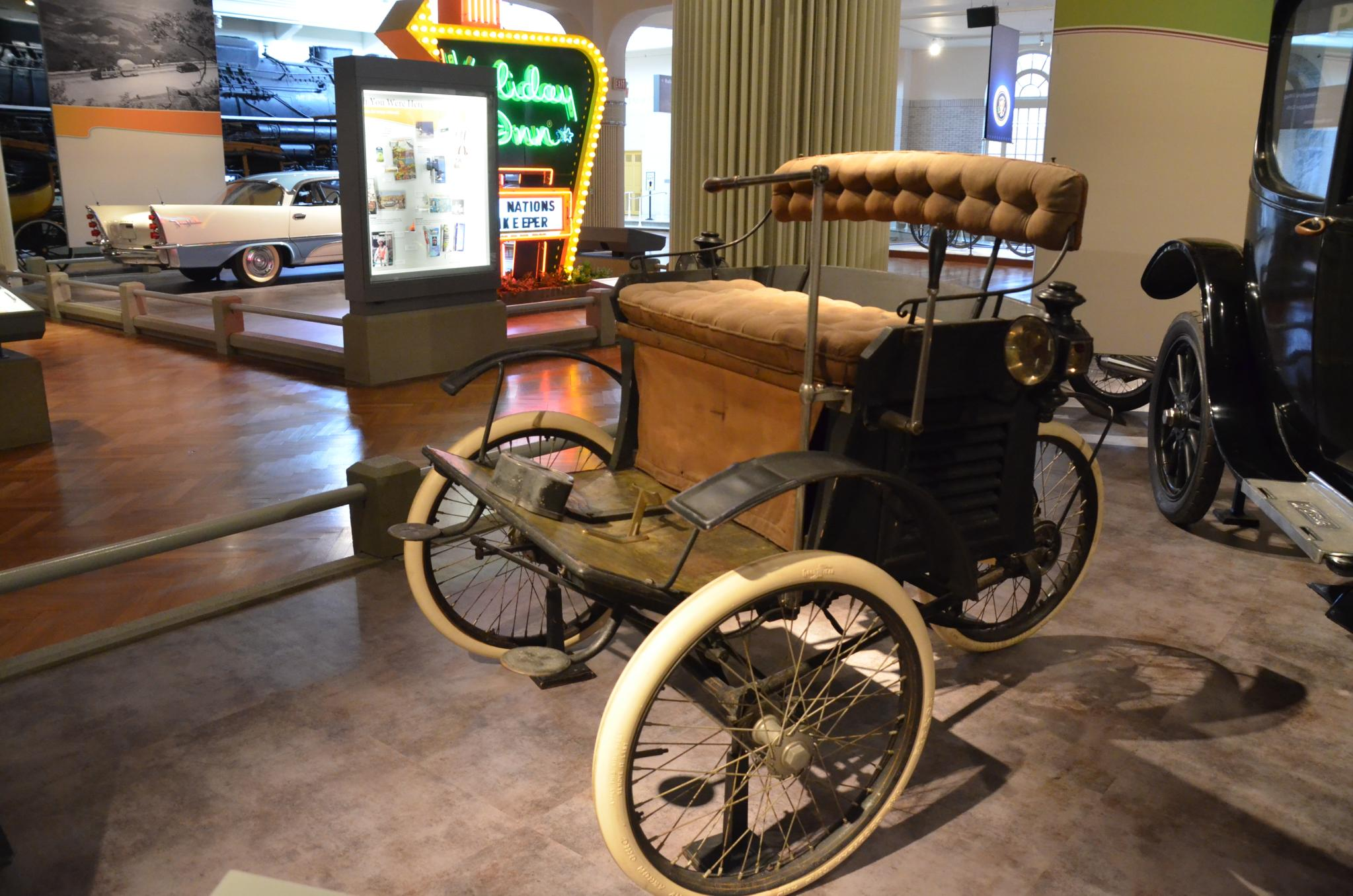
Riker von 1896

Die Riker Electric Motor Company (1888–1899) war ein amerikanischer Hersteller von Automobilen.

## Beschreibung
Der Automobilpionier Andrew L. Riker gründete 1888 das Unternehmen in Brooklyn in New York City zur Herstellung von Elektroautos. 1899 verlegte Riker den Firmensitz nach Elizabethport, New Jersey und benannte das Unternehmen in Riker Electric Vehicle Company um.
1900 taufte er die Firma in Riker Motor Vehicle Company um. Das Automobilunternehmen war zu einem führenden Hersteller von Elektroautos in den USA avanciert und bot diese unter dem Markennamen Riker als PKW in den Bauformen Tricycle (Dreirad), Runabout, Phaeton, Surrey, Victoria, Demi-Coach, Brougham an, außerdem baute es den Kleinbus Station-Coach sowie Post- und Lieferwagen.
1902 ging das Unternehmen in der Electric Vehicle Company auf. Ein Auto dieses Herstellers war der erste Gewinner eines Autorennens in den USA.

## Fahrzeuge
Ein frühes, experimentelles Elektrofahrzeug von Andrew L. Riker von 1885 bestand im Wesentlichen aus zwei verbundenen Fahrradrahmen und einem Platz für den Fahrer. Für den Antrieb sorgten zwei Elektromotoren mit je 0,5 PS, die eine Geschwindigkeit von 12 Meilen pro Stunde ermöglichten. Das Fahrzeug wog insgesamt 310 lbs. (ca. 140 kg), der Batteriesatz 135 lbs. (ca. 60 kg).
 

1896 stellte Riker seinen Trap No.1 vor. Der Trap hatte Platz für vier Personen, einen Stahlrohrrahmen und wog 1.500 lbs. (ca. 680 kg). Zwei Elektromotoren leisteten je 3 PS. Der Batteriesatz aus 32 Zellen wog 800 lbs. (360 kg) und hatte eine Kapazität von 100 Amperestunden. Damit soll eine Fahrzeit von vier Stunden bei einer Geschwindigkeit von 10 Meilen pro Stunde (17 km/h) möglich gewesen sein. Die Höchstgeschwindigkeit war mit 18 mph (ca. 30 km/h) angegeben. Mit seinem Trap No.1 siegte Andrew Riker im September 1896 beim Providence Race im Narragansett Park, Rhode Island vor einem weiteren Elektro-Fahrzeug und fünf Wagen mit Benzinmotoren.

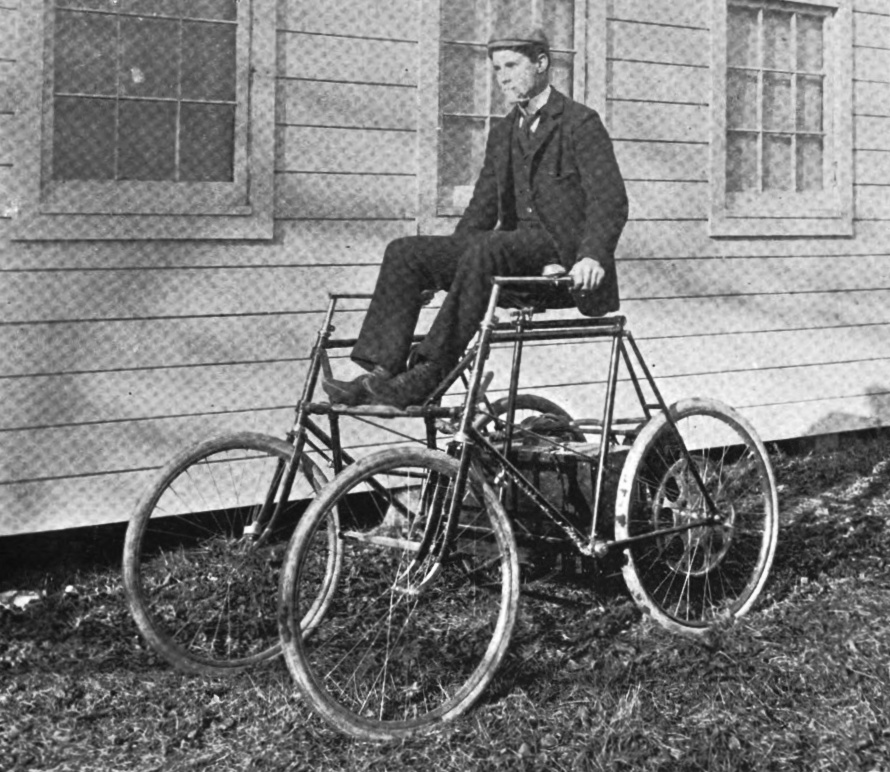
Riker Electric Quadricycle 1 HP (1895)
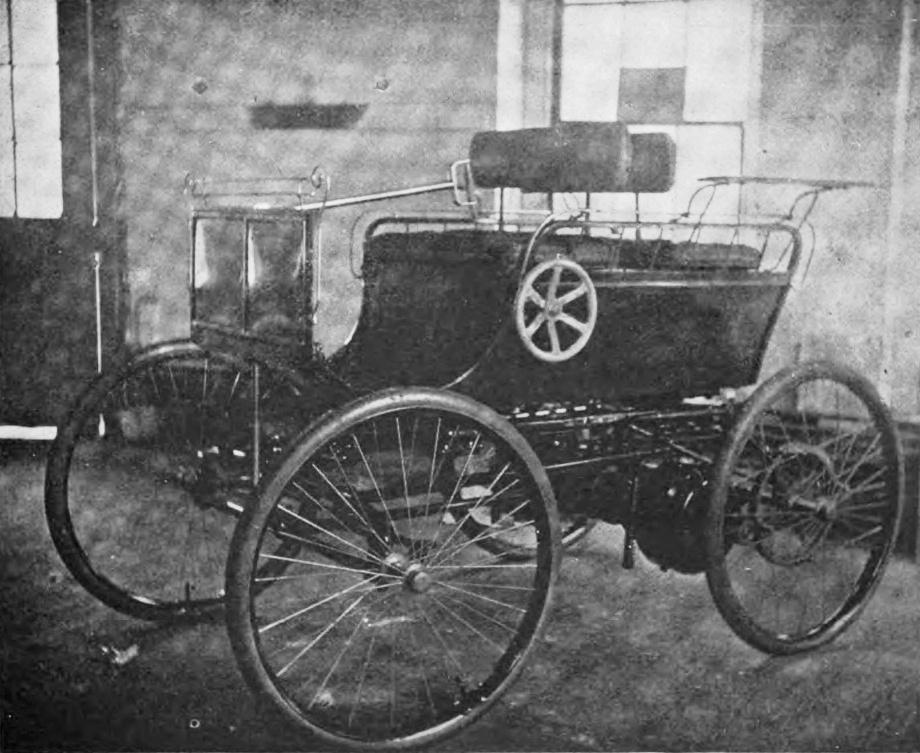
Riker Electric Trap No.1 (1896)